# Kachavi, Sorab
Kachavi là một làng thuộc tehsil Sorab, huyện Shimoga, bang Karnataka, Ấn Độ.